# Tenta
Koordinaten: 34° 45′ 9″ N, 33° 18′ 11″ O
Kalavasos-Tenta ist eine Siedlung des frühen akeramischen Neolithikums im Vasilikos-Tal auf Zypern.

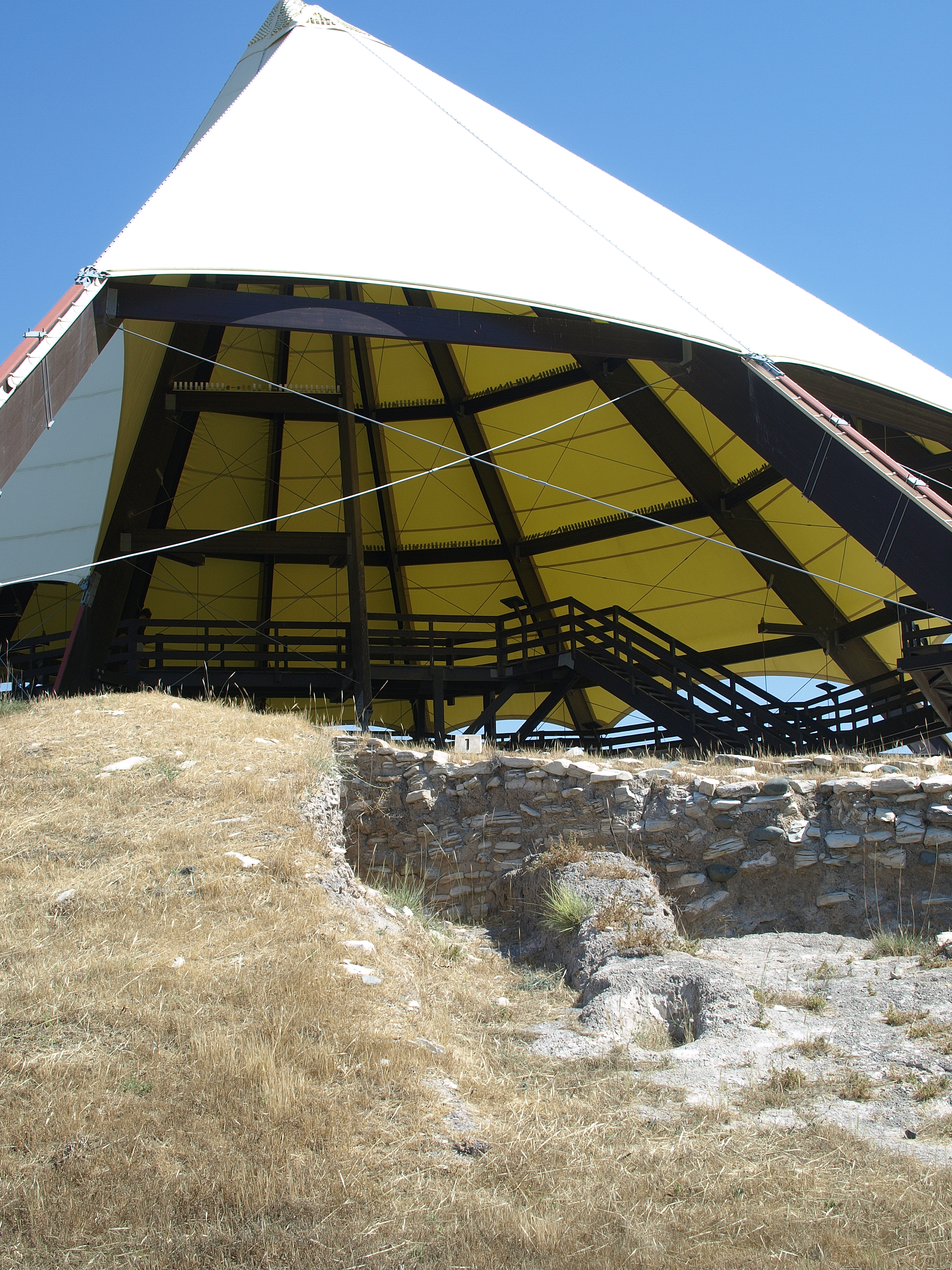

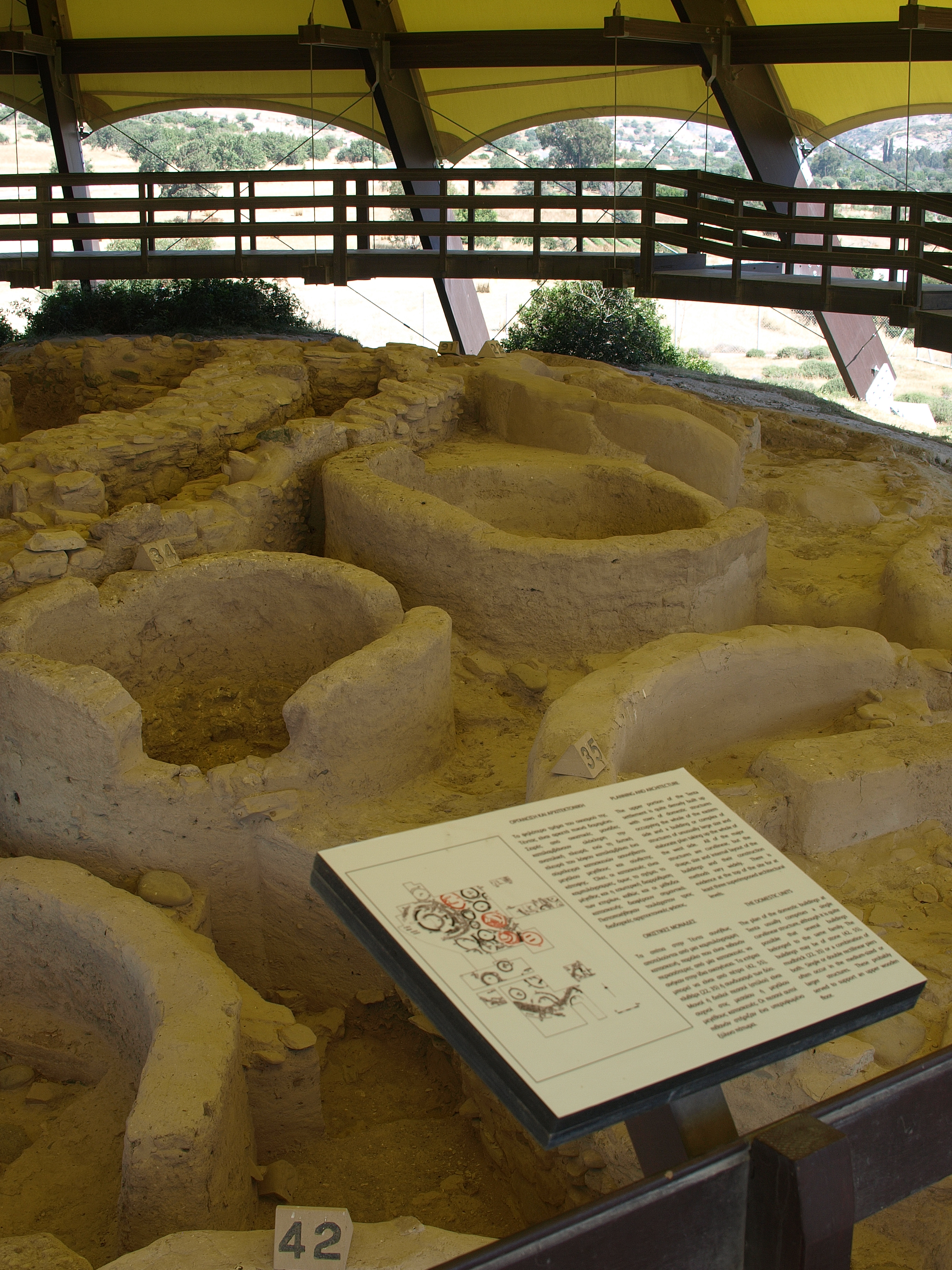

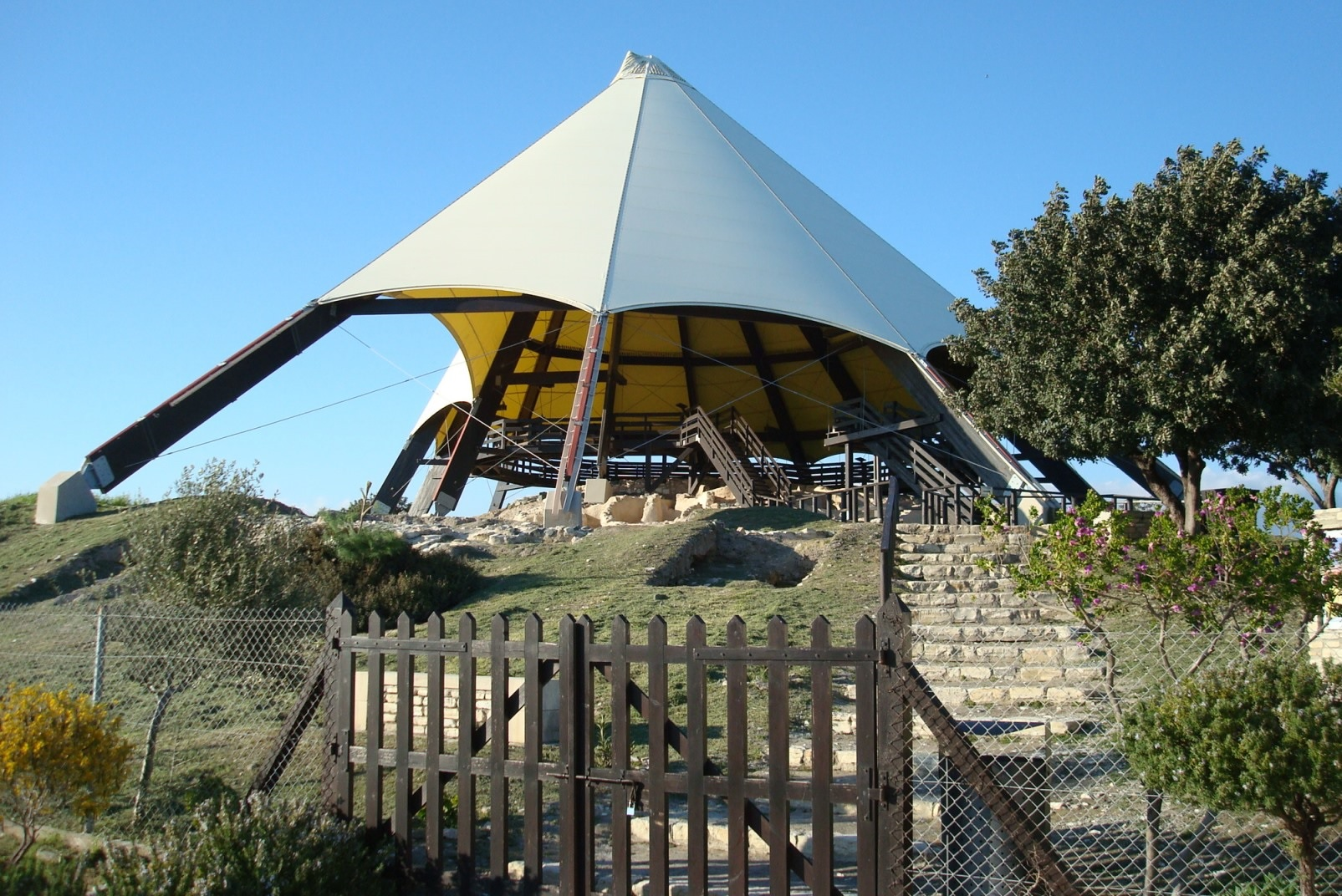
Stätte steinzeitlichen Siedlung von Kalavasos-Tenta (Wetterschutz)

## Lage
Tenta liegt im Bezirk Larnaka, ca. 4 km südlich von Vouni nahe der Südost-Küste der Insel.

## Ausgrabung
Tenta wurde erstmals 1974 durch Porphyrios Dikeos, Kurator des Cyprus Museum in Nikosia, ausgegraben und dann von 1976 bis 1984 unter Leitung des britischen Archäologen Ian Todd gründlicher untersucht. Die Grabung liegt heute unter einem PVC-Schutzdach und kann besichtigt werden.

## Stratigraphie und Datierung
Todd unterschied vier Bauphasen und eine Phase der Erstbesiedlung ohne Gebäude (5), die er der zweiten Hälfte des 7. Jt. zuwies. Das früheste Radiokarbon-Datum, Kt-18 (9240±130 BP), kam von der „Lower South Slope“, die stratigraphisch nicht mit dem Rest der Siedlung zu verbinden ist.
Mc Carthney teilt die Besiedlung in die folgenden Phasen ein:
| Phase                              | Levante         | Bauphase Tenta | absolutes Datum |
| ---------------------------------- | --------------- | -------------- | --------------- |
| Akrotiro-Phase                     | Spätes Natufien | -              | 9.700           |
| Frühes zypriotisches Akeramikum    | ePPNB           | 5              | 8.700-8.400     |
| mittleres zypriotisches Akeramikum | mPPNB           | 4-2            | 8.300-7.500     |
| spätes zypriotisches Akeramikum    | lPPNB/PPNC      | 1              | 7000-5.500      |
| Keramisches Neolithikum            | PN              | -              | ab 5.500        |

## Bauten
Aus der ersten Phase (5) sind nur Pfostenlöcher und Gruben bekannt. In den Phasen 4-2 bestand die Bebauung aus Rundhäusern recht unterschiedlicher Größe aus Lehmziegeln. Phase 1 ist schlecht erhalten, die spärlichen Baureste dürften aber auch zu Rundhäusern zu ergänzen sein. Bei einigen der Häuser gibt es Anzeichen für ein Obergeschoss.
Teilweise war die Siedlung durch eine Mauer geschützt.
Der Ort wurde im frühen Chalkolithikum wiederbesiedelt, wie einige Gruben im unteren Hangbereich zeigen.

## Funde
Die Steingeräte aus der Phase 5 zeigen nach McCartney gewisse Ähnlichkeiten mit dem epipaläolithischen Material aus Aetokremnos. Das bevorzugte Rohmaterial ist ein durchscheinender Silex, der vor allem für unipolare Mikroklingen und kleine Abschlaggeräte von diskoiden Kernen verwendet wurde. In der Grundformproduktion sind Abschläge und Klingen fast gleich häufig, wobei sowohl uni- wie auch bidirektionale Kerne verwendet werden. Echte Kielkerne (naviform cores) fehlen jedoch. Es kommt fast kein anatolischer Obsidian vor, im Gegensatz zu den gleichzeitigen Siedlungen Kissonerga-Mylouthkia und Parekklischa-Shilloroukambos. An Geräten finden sich Bohrer, gekerbte Klingen und lateral retuschierte Abschläge.
Daneben wurden Schmuckstücke aus Pikrolith, zahlreiche Steingefäße und zwei Figurinen aus Stein gefunden. Aus Felsgestein wurden auch Mahl- und Reibsteine, Mörser und Beile gefertigt.

## Wirtschaftsweise
Es wurde Einkorn, Emmer und, in geringerer Menge, Gerste angebaut, daneben Hülsenfrüchte wie Linsen. Wilde Gerste, Feigen, Pistazien und Wicke wurden gesammelt.

## Bestattungen
Es wurden 14 Bestattungen gefunden, entweder in Gruben im Fußboden der Häuser oder neben den Häusern in Abfallschichten. Als Beigaben wurde lediglich einmal ein Ockerklumpen gefunden. Die Schädel der Toten waren teilweise künstlich deformiert.